# Varronia clarendonensis
Varronia clarendonensis är en strävbladig växtart som beskrevs av Britton, Friesen. Varronia clarendonensis ingår i släktet Varronia och familjen strävbladiga växter. Inga underarter finns listade i Catalogue of Life.